# Jason Lewis
Jason Lewis, född 25 juni 1971 i Newport Beach i Kalifornien, är en amerikansk skådespelare och före detta fotomodell mest känd för sin roll som Smith i Sex and the City.
Efter skoltiden vid Los Alamitos High School inledde han studierna vid San Diego State University och arbetade vid sidan om studierna bland annat som servitör.